# Chelonus lunulatus
Chelonus lunulatus är en stekelart som beskrevs av Josef Fahringer 1934. Chelonus lunulatus ingår i släktet Chelonus och familjen bracksteklar. Inga underarter finns listade i Catalogue of Life.